# Жовтень (фільм, 2010)
«Жовтень» — кінофільм режисера Деніел Вега Відал та Дієго Вега Відал, що вийшов на екрани в 2010 році.

## Зміст
Клемант — лихвар. Його рід діяльності диктує необхідність тримати людей на певній дистанції і не мати прихильностей. Але все змінюється, коли в його житті з'являються сусідка Софія та зовсім маленька донька героя, яка народилася від випадкового і скороминущого зв'язку.

## Ролі
| Актор                        | Роль |
| ---------------------------- | ---- |
| Бруно Одар                   | -    |
| Gabriela Velásquez           | -    |
| Carlos Gassols               | -    |
| Марія Карбахаль              | -    |
| Шеріл Санчес                 | -    |
| Віктор Прада                 | -    |
| Софія Палашіос               | -    |
| Норма Франсиська Вільярреаль | -    |
| Humberta Trujillo            | -    |

## Знімальна група
- Режисер — Деніел Вега Відал, Дієго Вега Відал
- Сценарист — Деніел Вега Відал, Дієго Вега Відал
- Продюсер — Деніел Вега Відал, Дієго Вега Відал, Алехандро Пальма Веррей
- Композитор — Оскар Камачо